# Monbrun
Pour les articles homonymes, voir Montbrun.
Monbrun (Montbrun en gascon) est une commune française située dans l'est du département du Gers en région Occitanie. Sur le plan historique et culturel, la commune est dans la Lomagne, une ancienne circonscription de la province de Gascogne ayant titre de vicomté, surnommée « Toscane française ».
Exposée à un climat océanique altéré, elle est drainée par le ruisseau de la soubire, le ruisseau de Noailles, le ruisseau l'arcadèche et par divers autres petits cours d'eau. La commune possède un patrimoine naturel remarquable composé d'une zone naturelle d'intérêt écologique, faunistique et floristique.
Monbrun est une commune rurale qui compte 405 habitants en 2022, après avoir connu une forte hausse de la population depuis 1975.  Elle fait partie de l'aire d'attraction de Toulouse. Ses habitants sont appelés les Monbrunois ou  Monbrunoises.
Le patrimoine architectural de la commune comprend un immeuble protégé au titre des monuments historiques : le château, classé partiellement en 1981.

## Géographie
Monbrun est une commune de l'aire d'attraction de Toulouse située en Gascogne à 8 km au nord-ouest de L'Isle-Jourdain. C'est une commune limitrophe avec le département de la Haute-Garonne.

### Communes limitrophes
Monbrun est limitrophe de six autres communes dont une dans le département de la Haute-Garonne.
Les communes limitrophes sont  Beaupuy, Bellegarde-Sainte-Marie, Encausse, L'Isle-Jourdain, Roquelaure-Saint-Aubin et Thoux.
| Thoux                             | Encausse |                                         |
| Roquelaure-Saint-Aubin (sur 50 m) | Monbrun  | Bellegarde-Sainte-Marie (Haute-Garonne) |
| Beaupuy                           |          | L'Isle-Jourdain                         |

### Géologie et relief
La superficie de la commune est de 1 080 hectares ; son altitude varie de 158  à   225 mètres.
Monbrun se situe en zone de sismicité 1 (sismicité très faible).

### Hydrographie

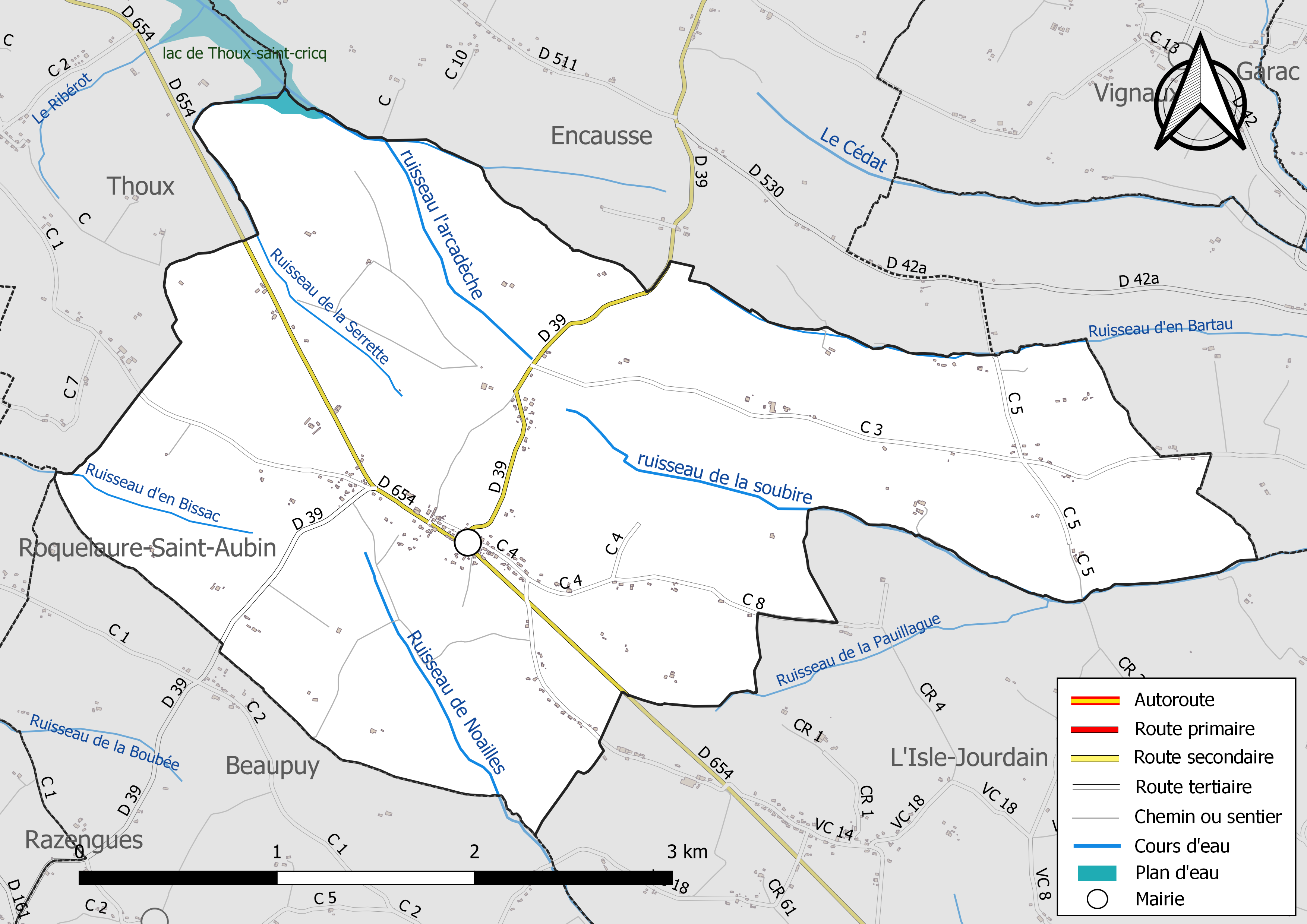
Réseaux hydrographique et routier de Monbrun.

La commune est dans le bassin de la Garonne, au sein du bassin hydrographique Adour-Garonne. Elle est drainée par le ruisseau de la soubire, le ruisseau de Noailles, le ruisseau l'arcadèche, le ruisseau de la Pauillague, le ruisseau de la Serrette, le ruisseau d'en Bartau, le ruisseau d'en Bissac et par un petit cours d'eau, qui constituent un réseau hydrographique de 9 km de longueur totale,.

### Climat
Pour des articles plus généraux, voir Climat de l'Occitanie et Climat du Gers.
En 2010, le climat de la commune est de type climat du Bassin du Sud-Ouest, selon une étude s'appuyant sur une série de données couvrant la période 1971-2000. En 2020, Météo-France publie une typologie des climats de la France métropolitaine dans laquelle la commune est exposée à un climat océanique altéré et est dans la région climatique Aquitaine, Gascogne, caractérisée par une pluviométrie abondante au printemps, modérée en automne, un faible ensoleillement au printemps, un été chaud (19,5 °C), des vents faibles, des brouillards fréquents en automne et en hiver et des orages fréquents en été (15 à 20 jours).
Pour la période 1971-2000, la température annuelle moyenne est de 13,2 °C, avec une amplitude thermique annuelle de 15,7 °C. Le cumul annuel moyen de précipitations est de 706 mm, avec 9,4 jours de précipitations en janvier et 5,4 jours en juillet. Pour la période 1991-2020, la température moyenne annuelle observée sur la station météorologique la plus proche, située sur la commune de L'Isle-Jourdain à 7 km à vol d'oiseau, est de 13,8 °C et le cumul annuel moyen de précipitations est de 708,9 mm,. Pour l'avenir, les paramètres climatiques de la commune estimés pour 2050 selon différents scénarios d'émission de gaz à effet de serre sont consultables sur un site dédié publié par Météo-France en novembre 2022.

### Milieux naturels et biodiversité

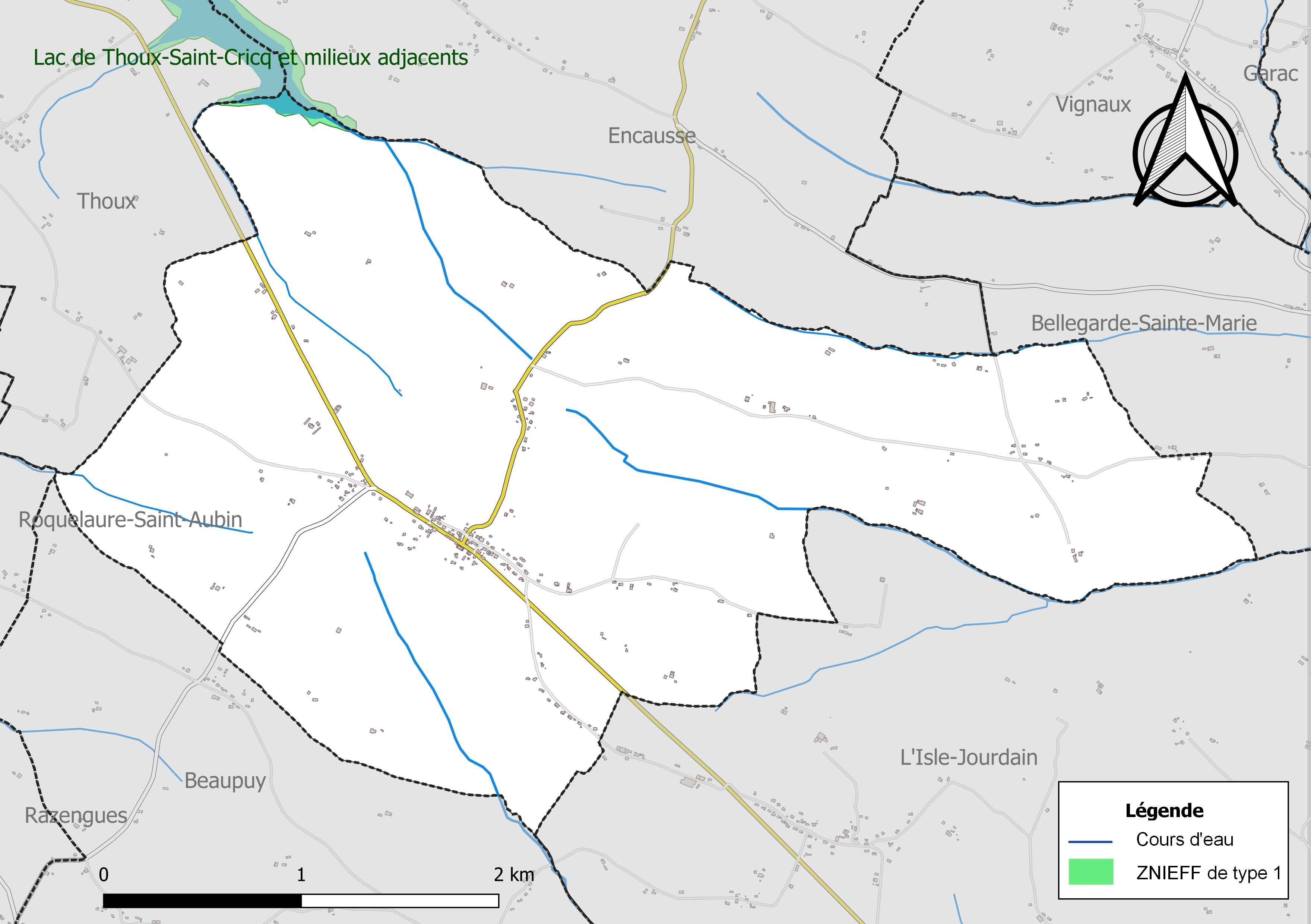
Carte de la ZNIEFF de type 1 localisée sur la commune.

L’inventaire des zones naturelles d'intérêt écologique, faunistique et floristique (ZNIEFF) a pour objectif de réaliser une couverture des zones les plus intéressantes sur le plan écologique, essentiellement dans la perspective d’améliorer la connaissance du patrimoine naturel national et de fournir aux différents décideurs un outil d’aide à la prise en compte de l’environnement dans l’aménagement du territoire.
Une ZNIEFF de type 1 est recensée sur la commune :
le « lac de Thoux-Saint-Cricq et milieux adjacents » (86 ha), couvrant 4 communes du département.

## Urbanisme

### Typologie
Au 1er janvier 2024, Monbrun est catégorisée commune rurale à habitat dispersé, selon la nouvelle grille communale de densité à sept niveaux définie par l'Insee en 2022.
Elle est située hors unité urbaine. Par ailleurs la commune fait partie de l'aire d'attraction de Toulouse, dont elle est une commune de la couronne,. Cette aire, qui regroupe 527 communes, est catégorisée dans les aires de 700 000 habitants ou plus (hors Paris),.

### Occupation des sols
L'occupation des sols de la commune, telle qu'elle ressort de la base de données européenne d’occupation biophysique des sols Corine Land Cover (CLC), est marquée par l'importance des territoires agricoles (94,5 % en 2018), en diminution par rapport à 1990 (97,6 %). La répartition détaillée en 2018 est la suivante : 
terres arables (94,5 %), zones urbanisées (3,1 %), forêts (2,3 %). L'évolution de l’occupation des sols de la commune et de ses infrastructures peut être observée sur les différentes représentations cartographiques du territoire : la carte de Cassini (XVIIIe siècle), la carte d'état-major (1820-1866) et les cartes ou photos aériennes de l'IGN pour la période actuelle (1950 à aujourd'hui).

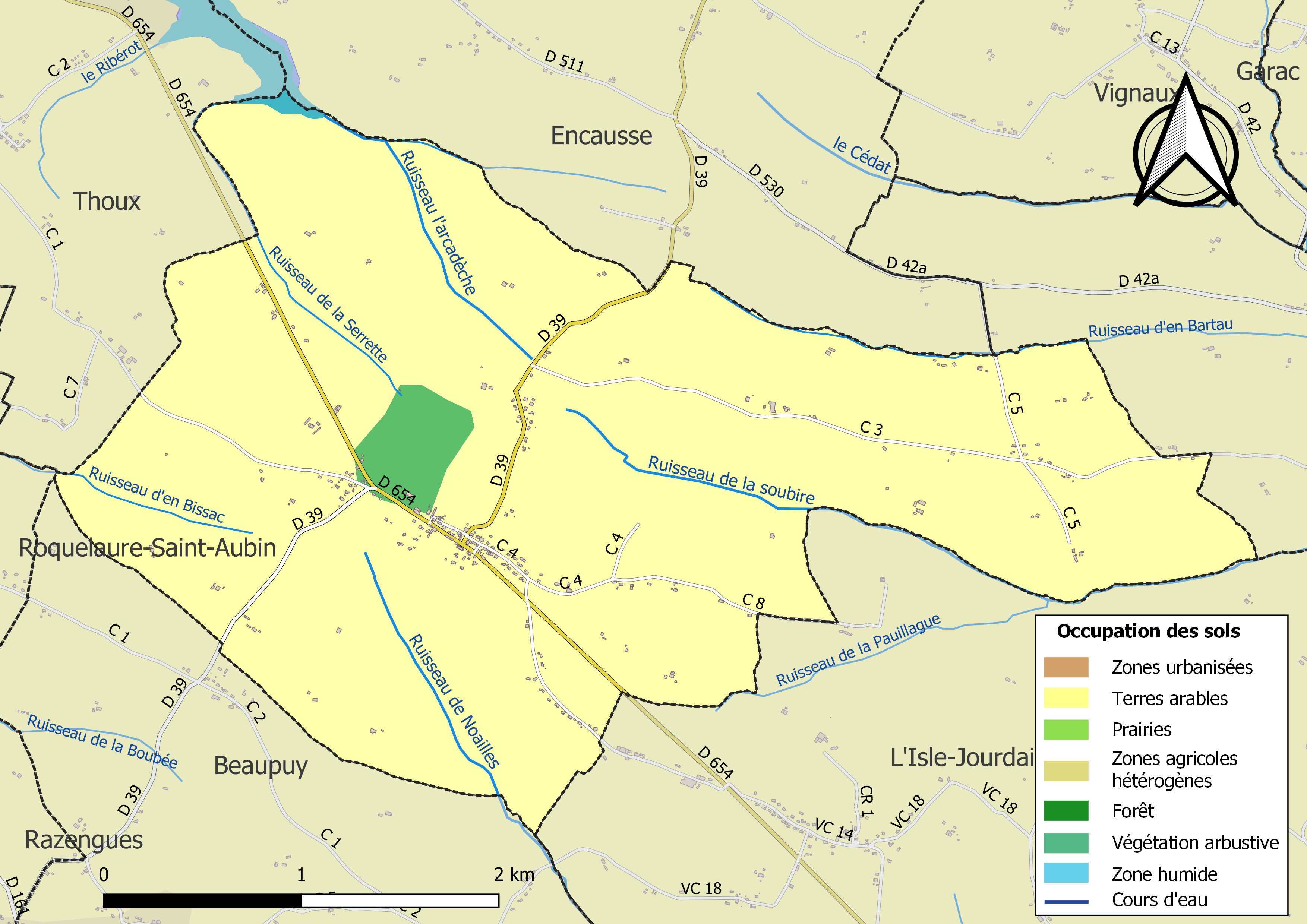
Carte des infrastructures et de l'occupation des sols de la commune en 2018 (CLC).

### Voies de communication et transports
Accès avec l'ancienne route nationale 654.

### Risques majeurs
Le territoire de la commune de Monbrun est vulnérable à différents aléas naturels : météorologiques (tempête, orage, neige, grand froid, canicule ou sécheresse) et séisme (sismicité très faible). Un site publié par le BRGM permet d'évaluer simplement et rapidement les risques d'un bien localisé soit par son adresse soit par le numéro de sa parcelle.

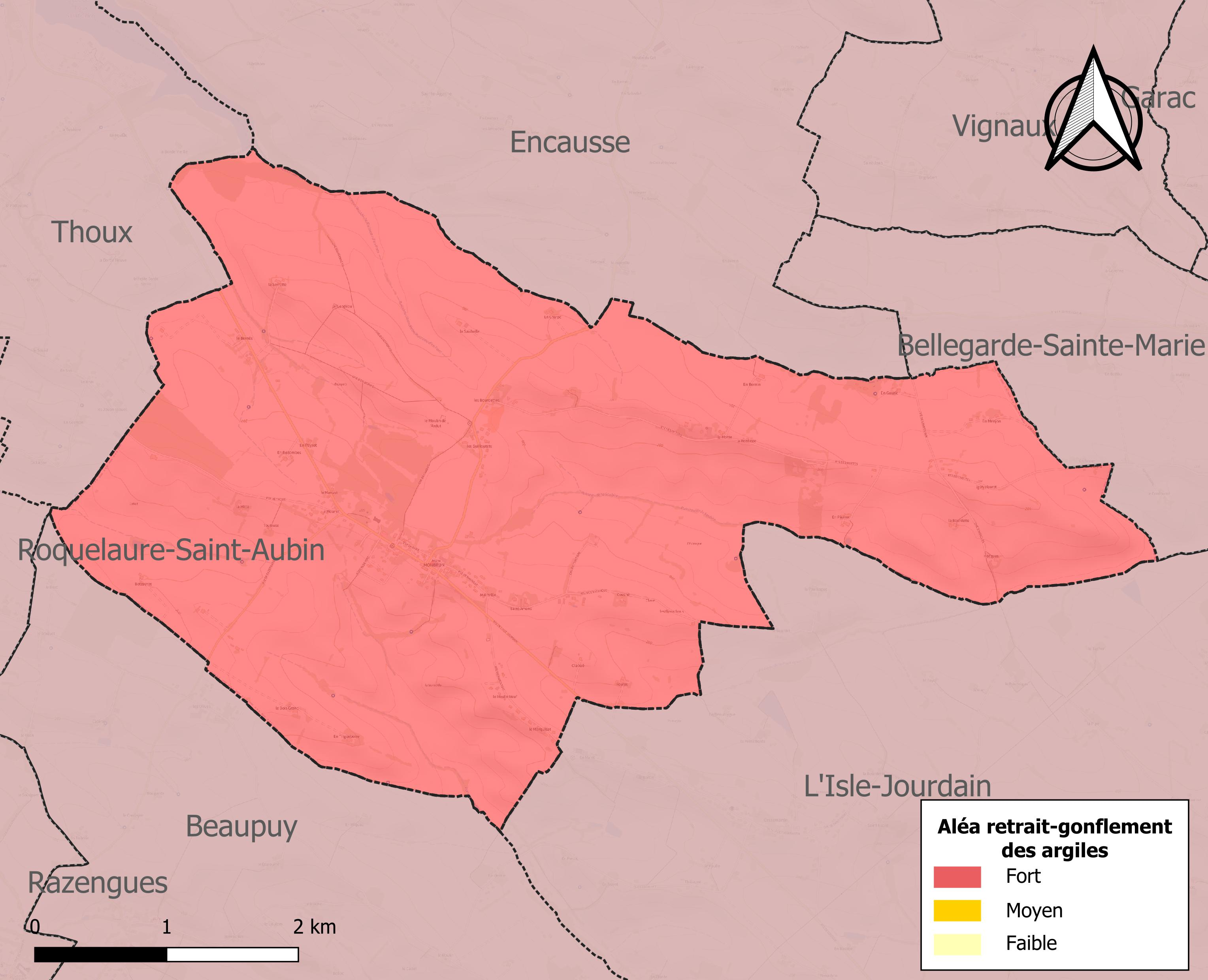
Carte des zones d'aléa retrait-gonflement des sols argileux de Monbrun.

Le retrait-gonflement des sols argileux est susceptible d'engendrer des dommages importants aux bâtiments en cas d’alternance de périodes de sécheresse et de pluie. La totalité de la commune est en aléa moyen ou fort (94,5 % au niveau départemental et 48,5 % au niveau national). Sur les 156 bâtiments dénombrés sur la commune en 2019, 156 sont en aléa moyen ou fort, soit 100 %, à comparer aux 93 % au niveau départemental et 54 % au niveau national. Une cartographie de l'exposition du territoire national au retrait gonflement des sols argileux est disponible sur le site du BRGM,.
Par ailleurs, afin de mieux appréhender le risque d’affaissement de terrain, l'inventaire national des cavités souterraines permet de localiser celles situées sur la commune.
La commune a été reconnue en état de catastrophe naturelle au titre des dommages causés par les inondations et coulées de boue survenues en 1999 et 2009. Concernant les mouvements de terrains, la commune a été reconnue en état de catastrophe naturelle au titre des dommages causés par la sécheresse en 1989, 1992, 1998, 2002, 2008, 2011 et 2017 et par des mouvements de terrain en 1999.

## Politique et administration

### Administration municipale
Le nombre d'habitants au recensement de 2011 étant compris entre 100 et 499, le nombre de membres du conseil municipal pour l'élection de 2014 est de onze,.

### Rattachements administratifs et électoraux
Commune faisant partie de la communauté de communes des bastides de Lomagne et du canton de Gimone-Arrats (avant le redécoupage départemental de 2014, Monbrun faisait partie de l'ex-canton de Cologne) et avant le 1er janvier 2017 elle faisait partie de la communauté de communes de Terride-Arcadèche.

### Liste des maires
| Période                                  | Période        | Identité              | Étiquette | Qualité |
| ---------------------------------------- | -------------- | --------------------- | --------- | ------- |
| maire en 1962                            | ?              | Pierre Puech-Amouroux | UFF       |         |
| 2001                                     | 2014           | Thierry Puech         |           |         |
| 2014                                     | septembre 2017 | Étienne de Pins       |           | Avocat  |
| octobre 2017                             | En cours       | Jean Jacques Sagansan |           | Cadre   |
| Les données manquantes sont à compléter. |                |                       |           |         |

## Population et société

### Démographie
L'évolution du nombre d'habitants est connue à travers les recensements de la population effectués dans la commune depuis 1793. Pour les communes de moins de 10 000 habitants, une enquête de recensement portant sur toute la population est réalisée tous les cinq ans, les populations de référence des années intermédiaires étant quant à elles estimées par interpolation ou extrapolation. Pour la commune, le premier recensement exhaustif entrant dans le cadre du nouveau dispositif a été réalisé en 2008.

En 2022, la commune comptait 405 habitants, en évolution de +5,47 % par rapport à 2016 (Gers : +1,04 %, France hors Mayotte : +2,11 %).
| 1793 | 1800 | 1806 | 1821 | 1831 | 1841 | 1846 | 1851 | 1856 |
| ---- | ---- | ---- | ---- | ---- | ---- | ---- | ---- | ---- |
| 412  | 447  | 454  | 491  | 695  | 716  | 687  | 643  | 576  |

| 1861 | 1866 | 1872 | 1876 | 1881 | 1886 | 1891 | 1896 | 1901 |
| ---- | ---- | ---- | ---- | ---- | ---- | ---- | ---- | ---- |
| 614  | 618  | 571  | 518  | 517  | 501  | 467  | 450  | 410  |

| 1906 | 1911 | 1921 | 1926 | 1931 | 1936 | 1946 | 1954 | 1962 |
| ---- | ---- | ---- | ---- | ---- | ---- | ---- | ---- | ---- |
| 404  | 385  | 332  | 344  | 351  | 340  | 310  | 284  | 243  |

| 1968 | 1975 | 1982 | 1990 | 1999 | 2006 | 2008 | 2013 | 2018 |
| ---- | ---- | ---- | ---- | ---- | ---- | ---- | ---- | ---- |
| 238  | 180  | 198  | 176  | 214  | 300  | 324  | 368  | 387  |

| 2022 | - | - | - | - | - | - | - | - |
| ---- | - | - | - | - | - | - | - | - |
| 405  | - | - | - | - | - | - | - | - |

| selon la population municipale des années : | 1968 | 1975 | 1982 | 1990 | 1999 | 2006 | 2009 | 2013 |
| Rang de la commune dans le département      | 139  | 185  | 161  | 213  | 147  | 115  | 104  | 93   |
| Nombre de communes du département           | 466  | 462  | 462  | 462  | 463  | 463  | 463  | 463  |

### Enseignement
Monbrun fait partie de l'académie de Toulouse.

### Activités sportives
Chasse, pétanque.

## Économie

### Revenus
En 2018  (données Insee publiées en septembre 2021), la commune compte 146 ménages fiscaux, regroupant 407 personnes. La médiane du revenu disponible par unité de consommation est de 24 730 € (20 820 € dans le département).

### Emploi
|                | 2008  | 2013  | 2018  |
| -------------- | ----- | ----- | ----- |
| Commune        | 4,9 % | 5,9 % | 4,7 % |
| Département    | 6,1 % | 7,5 % | 8,2 % |
| France entière | 8,3 % | 10 %  | 10 %  |

En 2018, la population âgée de 15 à 64 ans s'élève à 235 personnes, parmi lesquelles on compte 78,7 % d'actifs (74 % ayant un emploi et 4,7 % de chômeurs) et 21,3 % d'inactifs,. Depuis 2008, le taux de chômage communal (au sens du recensement) des 15-64 ans est inférieur à celui de la France et du département.
La commune fait partie de la couronne de l'aire d'attraction de Toulouse, du fait qu'au moins 15 % des actifs travaillent dans le pôle,. Elle compte 42 emplois en 2018, contre 33 en 2013 et 34 en 2008. Le nombre d'actifs ayant un emploi résidant dans la commune est de 178, soit un indicateur de concentration d'emploi de 23,4 % et un taux d'activité parmi les 15 ans ou plus de 65,9 %.
Sur ces 178 actifs de 15 ans ou plus ayant un emploi, 18 travaillent dans la commune, soit 10 % des habitants. Pour se rendre au travail, 94,4 % des habitants utilisent un véhicule personnel ou de fonction à quatre roues, 1,1 % les transports en commun, 1,2 % s'y rendent en deux-roues, à vélo ou à pied et 3,4 % n'ont pas besoin de transport (travail au domicile).

### Activités hors agriculture
22 établissements sont implantés  à Monbrun au 31 décembre 2019. Le tableau ci-dessous en détaille le nombre par secteur d'activité et compare les ratios avec ceux du département,.
Le secteur des activités spécialisées, scientifiques et techniques et des activités de services administratifs et de soutien est prépondérant sur la commune puisqu'il représente 36,4 % du nombre total d'établissements de la commune (8 sur les 22 entreprises implantées  à Monbrun), contre 14,4 % au niveau départemental.

### Agriculture
La commune est dans les « Coteaux du Gers », une petite région agricole occupant l'est du département du Gers. En 2020, l'orientation technico-économique de l'agriculture  sur la commune est la culture de céréales et/ou d'oléoprotéagineuses.
|               | 1988  | 2000  | 2010  | 2020  |
| ------------- | ----- | ----- | ----- | ----- |
| Exploitations | 26    | 18    | 16    | 12    |
| SAU (ha)      | 1 252 | 1 068 | 1 164 | 1 378 |

Le nombre d'exploitations agricoles en activité et ayant leur siège dans la commune est passé de 26 lors du recensement agricole de 1988  à 18 en 2000 puis à 16 en 2010 et enfin à 12 en 2020, soit une baisse de 54 % en 32 ans. Le même mouvement est observé à l'échelle du département qui a perdu pendant cette période 51 % de ses exploitations,. La surface agricole utilisée sur la commune a quant à elle augmenté, passant de 1 252 ha en 1988 à 1 378 ha en 2020. Parallèlement la surface agricole utilisée moyenne par exploitation a augmenté, passant de 48 à 115 ha.

## Culture locale et patrimoine

### Lieux et monuments
- Château de Monbrun, château inscrit au titre des monuments historiques depuis 1977[33].
- Église Saint-Sabin de Monbrun.

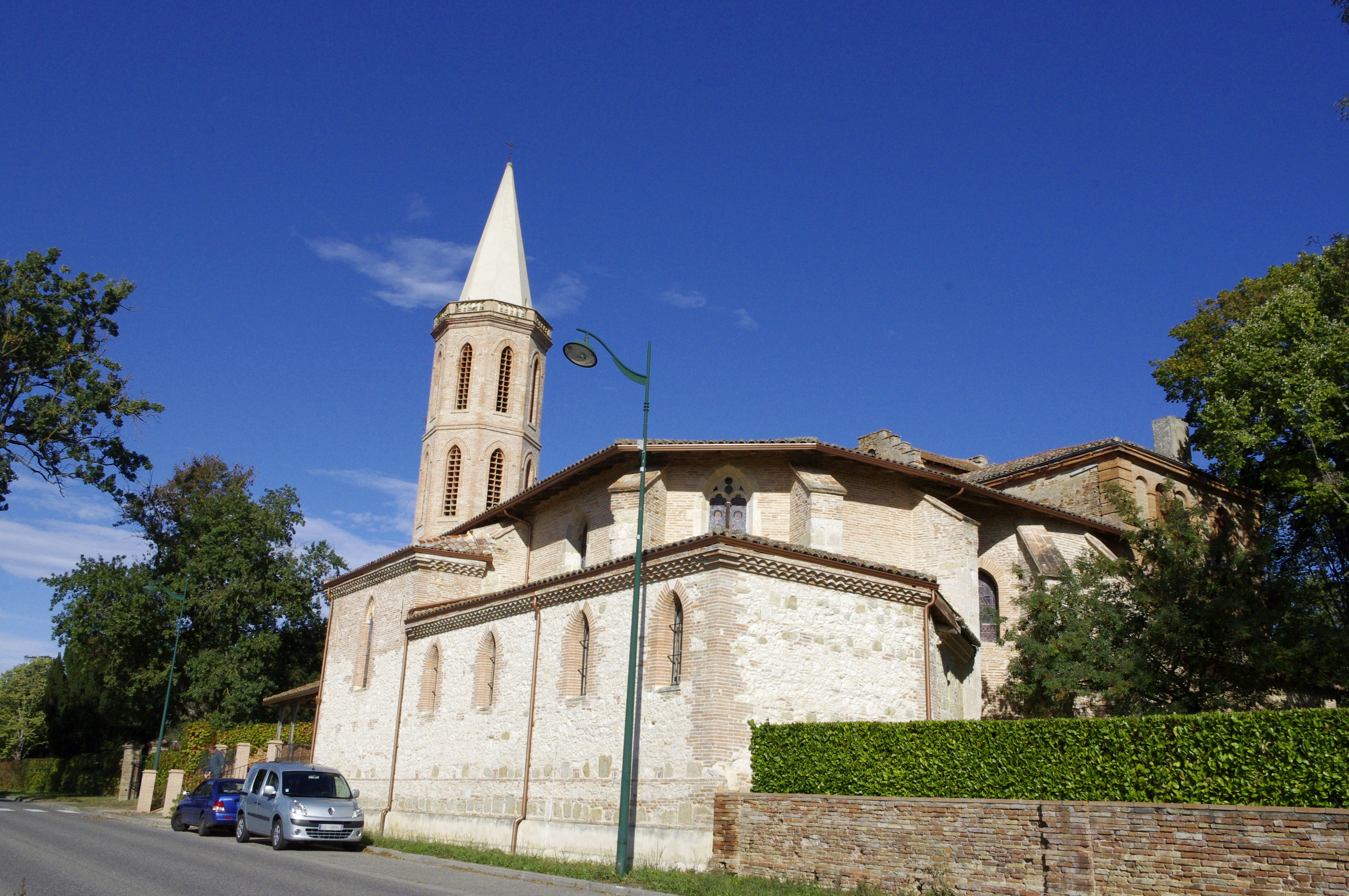
L'église de Monbrun.
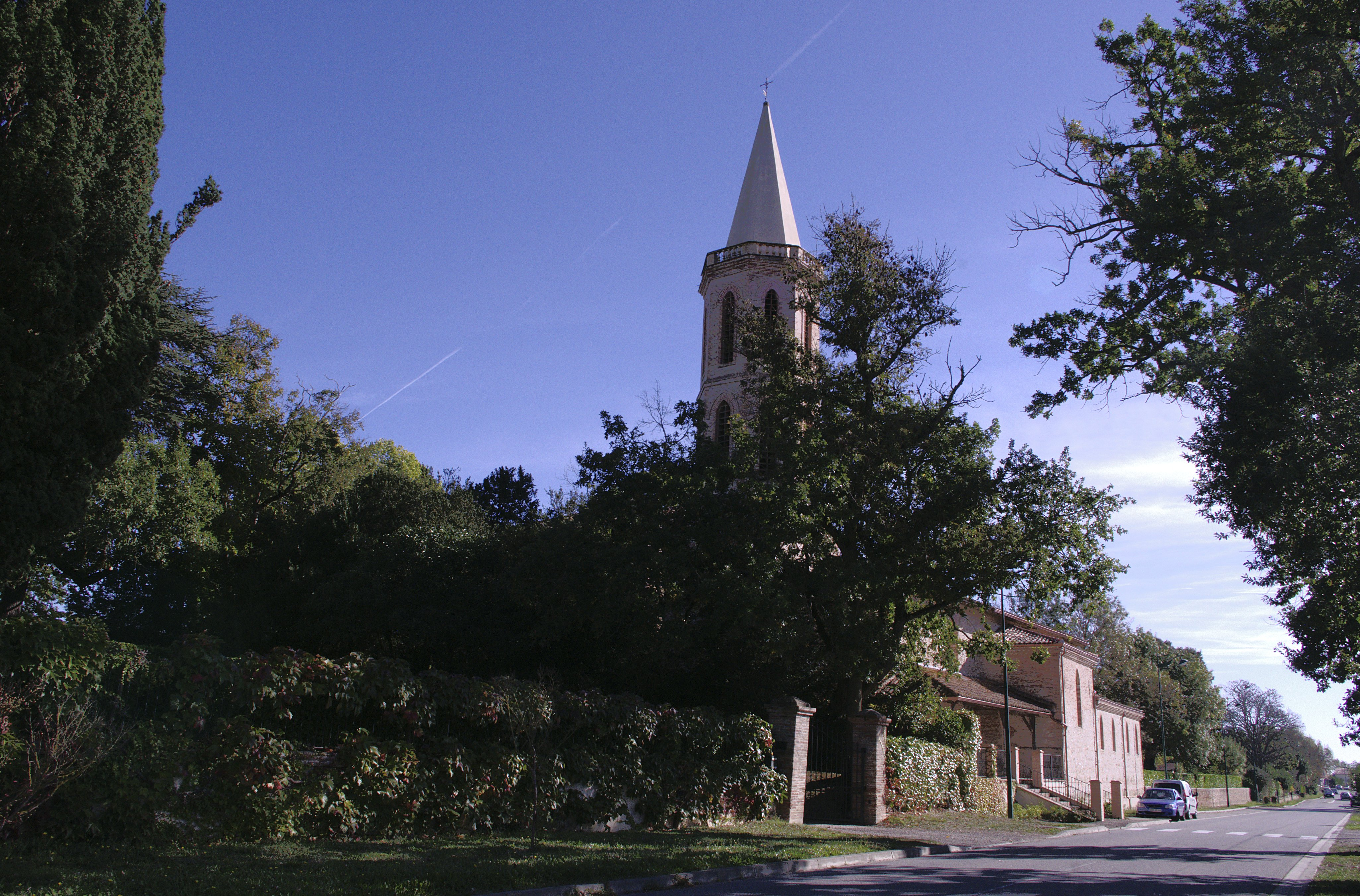
La route principale avec le portail du château et l'église.
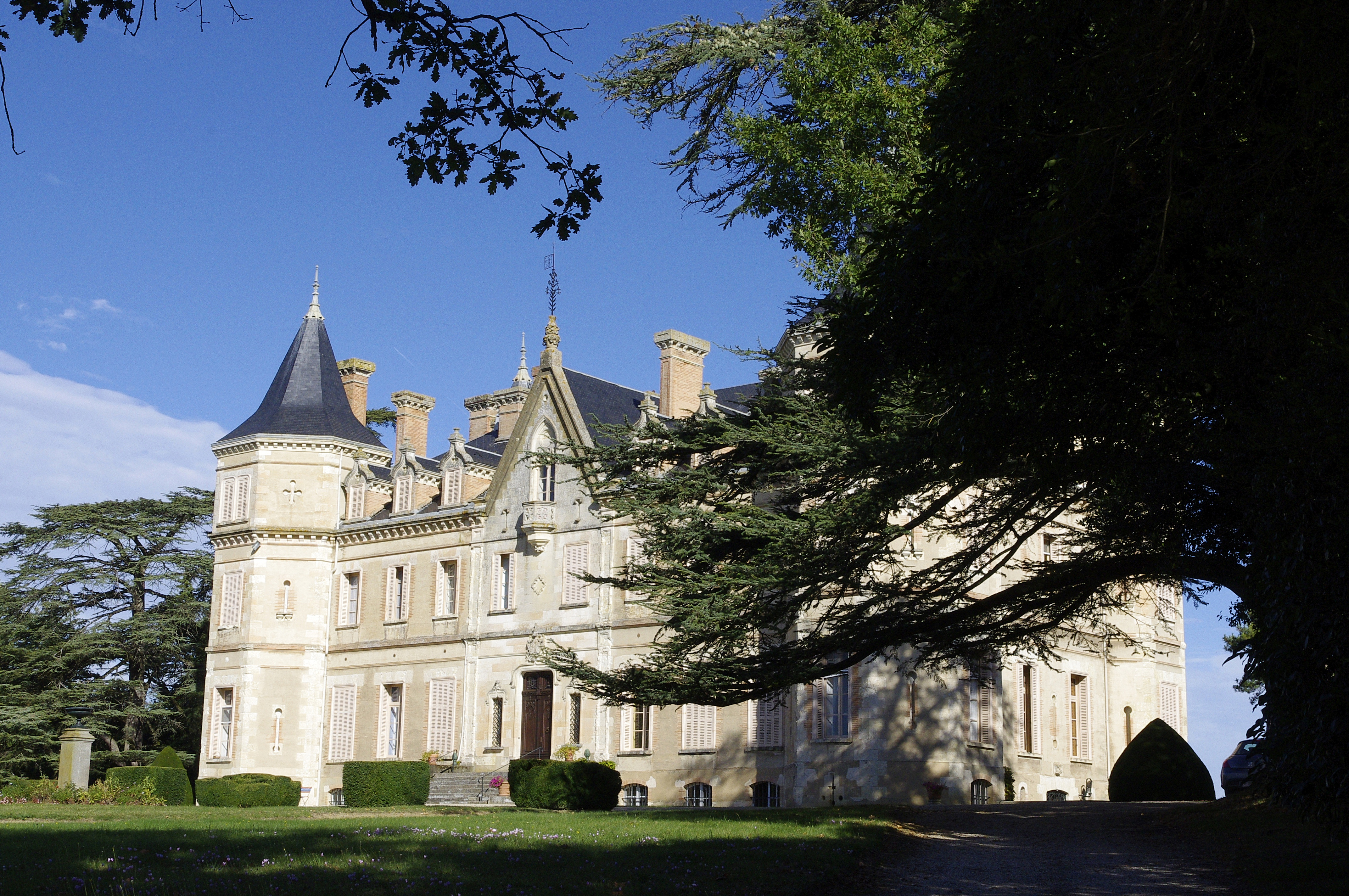
Le château.

### Personnalités liées à la commune
- Odon de Pins (1866-1936) : homme politique mort à Monbrun.

### Héraldique
| Blason de Monbrun | Blason  | Écartelé : aux 1er et 4e de gueules à trois pommes de pin d'or, aux 2e et 3e de gueules à la croix cléchée, vidée et pommetée de douze pièces d'or. |
| Blason de Monbrun | Détails | Armes de la famille de Pins écartelées avec la croix occitane. Le statut officiel du blason reste à déterminer.                                     |

## Pour approfondir